# Böhler-Uddeholm
La Böhler-Uddeholm AG (BUAG) è un'azienda austriaca del settore siderurgico, con sede a Vienna. La società appartiene al gruppo austriaco voestalpine.

## Storia

### Fondazione - 1945

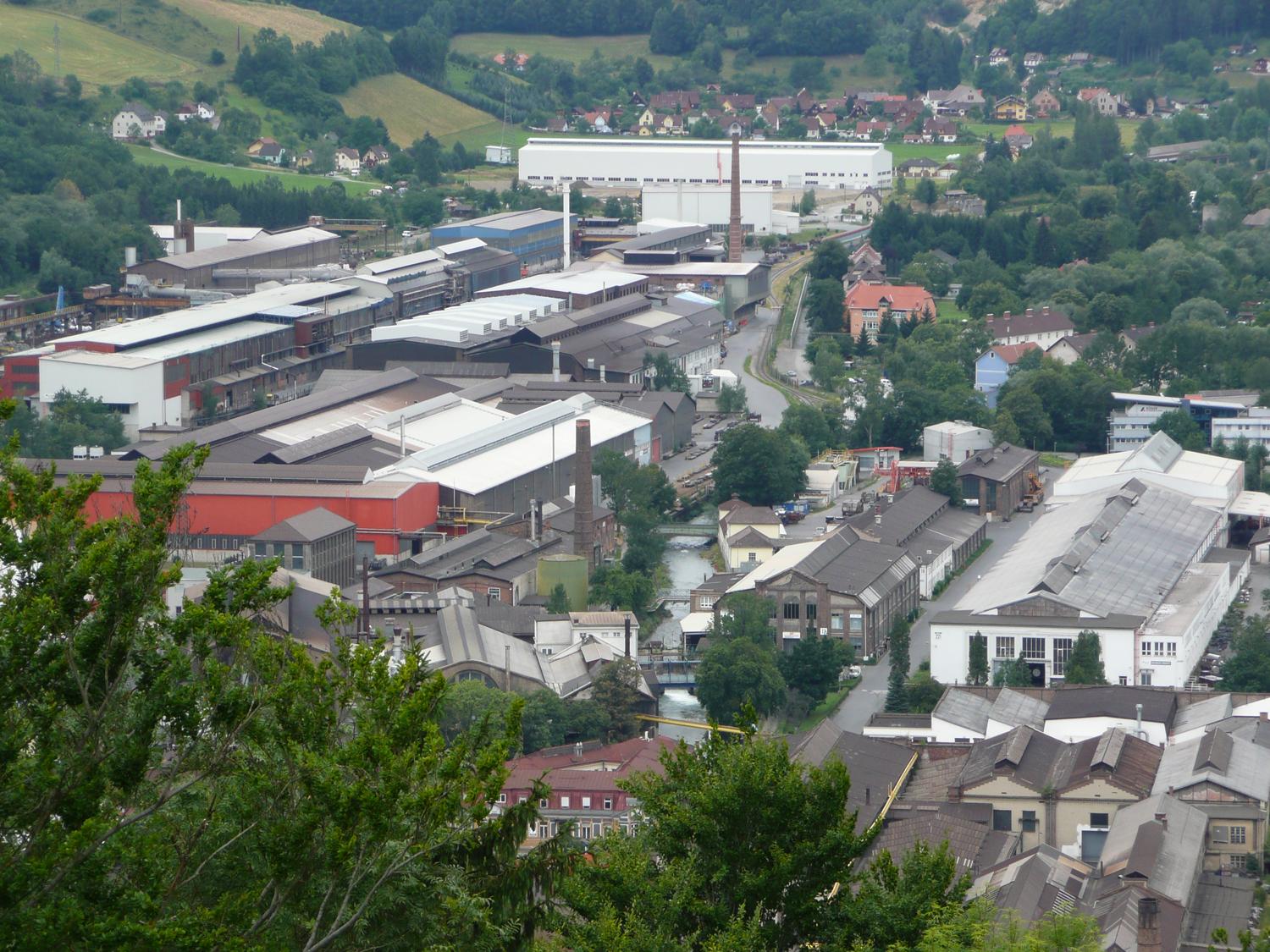
Böhler-Werk (Kapfenberg) nel 2007

I fratelli Albert e Emil Böhler gestirono a Francoforte sul Meno il commercio di famiglia. Lasciarono l'attività e nel 1870 strinsero accordi nella Stiria con la k. k. privilegierten Gussstahlfabrik dei Freiherrn Mayr-Melnhof di Kapfenberg per il commercio di acciaio. Venne fondata così la Gebrüder Böhler & Co. a Vienna, assieme ad un certo Georg Kiefer come socio.
La fabbrica di Kapfenberg ebbe una antica tradizione metallurgica risalente al XV secolo. Agli inizi vi fu la famiglia Pögl nella gestione. Nei secoli successivi si arrivò al consolidamente di una tradizione metallurgica di costruzione di martelli a Kapfenberg e nel 1830 Franz Mayr comprò nuova tecnologia e venne fondata la „Freiherrn Mayr von Melnhof“. Nel 1872 vendettero alla k. k. priv. Innerberger Hauptgewerkschaft, e nel 1882 venne ceduta alla Österreichisch-Alpine Montangesellschaft. Come stemma venne usato la stella a sei punte (Böhlerstern) della Mayr'sche Gussstahlfabrik a Kapfenberg.

### Dopoguerra
Alla fine della guerra nel maggio 1945 il sito produttivo venne preso dai sovietici. La produzione riniziò nel giugno. Dopo circa sei settimane le truppe britanniche presero il controllo. Con la Verstaatlichungsgesetz del 1946 la società venne statalizzata (Verstaatlichte Industrie).
Nei decenni successivi e sotto il Kreisky II nel 1973 tutte le grandi industrie siderurgiche austriache;– Böhler, VÖEST, Alpine Montan AG e Schoeller-Bleckmann – vennero unite nella Voest-Alpine AG. Nel 1975 la Böhler, Schoeller-Bleckmann e la Gußstahlwerke AG di Judenburg vennero unite nella Vereinigte Edelstahlwerke (VEW), al 100% di Voest-Alpine AG.

### Privatizzazione
Nel 1995 venne privatizzata la Voest-Alpine e quotata in Borsa. 
Nel 2008 la Böhler-Uddeholm venne tolta dalla Borsa. Nel settembre 2009 la voestalpine riorganizza la Böhler-Uddeholm AG. Vengono create le divisioni 
- Welding Consumables
- Bahnsysteme
- Profilform
- Edelstahl.

## Onorificenze
- 1972 Gebrüder Böhler GmbH: Staatspreis Design per un tipo di martello pneumatico.
- Staatliche Auszeichnung per Boehler Uddeholm Precision Strip
- Staatliche Auszeichnung per Boehler Schweißtechnik[2]